# Витланд (Индијана)
Витланд (енгл. Wheatland) град је у америчкој савезној држави Индијана.

## Демографија
По попису из 2010. године број становника је 480, што је 24 (-4,8%) становника мање него 2000. године.
| Група             | 2000.       | 2010.       |
| Белци             | 496 (98,4%) | 459 (95,6%) |
| Афроамериканци    | 2 (0,4%)    | 1 (0,2%)    |
| Азијати           | 0 (0,0%)    | 0 (0,0%)    |
| Хиспаноамериканци | 3 (0,6%)    | 14 (2,9%)   |
| Укупно            | 504         | 480         |